# 比尔·理查森
威廉·布莱恩·“比尔”·理查森三世（英語：William Blaine "Bill" Richardson III，1947年11月15日—2023年9月1日 ），美国民主黨籍政治人物，曾任美国众议院议员、美国驻联合国大使、美国能源部长以及新墨西哥州州長。曾角逐2008年美国总统选举民主党候选人提名，但於2008年1月9日宣布退出。2008年12月2日，由時任總統贝拉克·奥巴马提名出任美國商務部部長。
2009年1月4日，理查森因为受贿被新墨西哥州司法部门调查，而向候任总统奥巴马辞去商务部长提名。
理查森曾四次获得诺贝尔和平奖提名。

## 争议

### 李文和案
理查森曾在李文和案中扮演重要角色。不少华人認為，当时担任能源部长的理查森曾恶意的向媒体透露了李文和的姓名，诬陷李从事间谍活动，是中国核秘密间谍的嫌疑犯，导致李文和遭到了9个月的隔离囚禁，并被剥夺了正当申诉权利。。因此在2008年理查森被欧巴马提名为商务部长时，激起美国华人社会不少人的反对。之后理查森因为受贿案而向奥巴马辞去商务部长提名。

### 受贿案
在2012年的United States of America v. Carollo, Goldberg and Grimm一案中，CPR前雇员Doug Goldberg指证他曾向理查森的阵营提供了10万美元，以此为条件换取新墨西哥州政府4亿美元的项目。供词中说，Doug Goldberg的老板Stewart Wolmark交给他一个装有2万5000美元的信封，并嘱咐他要在理查森的筹款会上亲自交给理查森。Goldberg称理查森接过信封的时候说：“告诉老大（指Stewart Wolmark），我会把项目给你们的。”不过之后理查森雇佣了其他的公司，因此Stewart Wolmark又向理查森多提供了7万5000美元的资金。